# Олдакі-Польоня
Олдакі-Польоня (пол. Ołdaki-Polonia) — село в Польщі, у гміні Анджеєво Островського повіту Мазовецького воєводства.
Населення — 106 осіб (2011).
У 1975-1998 роках село належало до Ломжинського воєводства.

## Демографія
Демографічна структура станом на 31 березня 2011 року:
|          | Загалом | Допрацездатний вік | Працездатний вік | Постпрацездатний вік |
| -------- | ------- | ------------------ | ---------------- | -------------------- |
| Чоловіки | 54      | 14                 | 37               | 3                    |
| Жінки    | 52      | 16                 | 21               | 15                   |
| Разом    | 106     | 30                 | 58               | 18                   |